# Wojciech Zabłocki
Wojciech Mikołaj Zabłocki (Varsovia, 6 de diciembre de 1930-Varsovia, 5 de diciembre de 2020) fue un arquitecto y deportista polaco que compitió en esgrima, especialista en la modalidad de sable.

## Carrera deportiva
Participó en cuatro Juegos Olímpicos de Verano entre los años 1952 y 1964, obteniendo en total tres medallas: plata en Melbourne 1956, plata en Roma 1960 y bronce en Tokio 1964. Ganó nueve medallas en el Campeonato Mundial de Esgrima entre 1953 y 1963, y cinco veces el título de campeón de su país.
Luego de su retiro deportivo, estudió Arquitectura en la Facultad de Arquitectura de la Universidad de Ciencia y Tecnología AGH en Cracovia, obtuvo un doctorado en 1968. En 1999 fue designado profesor titular y posteriormente profesor académico. defendió su doctorado, en 1982 se convirtió en médico habilitado, y en 1999 obtuvo el título de profesor titular. También fue profesor académico.
Falleció el 5 de diciembre de 2020, un día antes de cumplir 90 años de edad.

## Palmarés internacional
| Juegos Olímpicos   | Juegos Olímpicos            | Juegos Olímpicos  | Juegos Olímpicos  |
| Año                | Lugar                       | Medalla           | Prueba            |
| ------------------ | --------------------------- | ----------------- | ----------------- |
| 1956               | Melbourne (Australia)       | Medalla de plata  | Sable por equipos |
| 1960               | Roma (Italia)               | Medalla de plata  | Sable por equipos |
| 1964               | Tokio (Japón)               | Medalla de bronce | Sable por equipos |
| Campeonato Mundial |                             |                   |                   |
| Año                | Lugar                       | Medalla           | Prueba            |
| 1953               | Bruselas (Bélgica)          | Medalla de bronce | Sable por equipos |
| 1954               | Luxemburgo (Luxemburgo)     | Medalla de plata  | Sable por equipos |
| 1957               | París (Francia)             | Medalla de bronce | Sable por equipos |
| 1958               | Filadelfia (Estados Unidos) | Medalla de bronce | Sable por equipos |
| 1959               | Budapest (Hungría)          | Medalla de oro    | Sable por equipos |
| 1961               | Turín (Italia)              | Medalla de oro    | Sable por equipos |
| 1961               | Turín (Italia)              | Medalla de bronce | Sable individual  |
| 1962               | Buenos Aires (Argentina)    | Medalla de oro    | Sable por equipos |
| 1963               | Danzig (Polonia)            | Medalla de oro    | Sable por equipos |